# ريلدو دي اندرادي
ريلدو دي اندرادي (بالبرتغالية: Rildo de Andrade Felicissimo‏) (20 مارس 1989 بساو باولو في البرازيل - ) هو لاعب كرة قدم برازيلي في مركز الهجوم. لعب مع نادي بونتي بريتا ونادي سانتوس ونادي فيتوريا ونادي كورينثيانز ونادي فيروفياريا وFernandópolis Futebol Clube ‏ ونادي ساو بيرناردو.

## روابط خارجية
- ريلدو دي اندرادي على موقع دوري كوريا الجنوبية (الإنجليزية)
- ريلدو دي اندرادي على موقع قاعدة بيانات كرة القدم.إي يو (الإنجليزية)
- ريلدو دي اندرادي على موقع Soccerway.com (الإنجليزية)